# Молодёжный театр Алтая
Алтайский государственный театр для детей и молодёжи им. В. С. Золотухина (Молодёжный театр Алтая) расположен на площади Октября, в самом центре Барнаула.

## История
Первый на Алтае театр для детей – Алтайский краевой театр юного зрителя – создан в Барнауле в 1958 году. Его основателями стали главный режиссёр Глеб Томилин и директор Леонид Трухин. С разных концов страны приехали актёры-энтузиасты, одержимые идеей создания нового детского театра.
Свой первый театральный сезон ТЮЗ открыл 21 ноября 1958 года на сцене ДК БМК спектаклем «Именем революции» по пьесе Михаила Шатрова. Театр сразу завоевал любовь и признание зрителей и вскоре получил собственную сцену в помещении Клуба УВД, где родились легендарные спектакли для детей «Аленький цветочек», «Красная шапочка», «Три поросёнка», «Муха-цокотуха», «Два клёна», «Обыкновенное чудо», «Сомбреро». Горячие дискуссии вызывали спектакли, посвящённые острым молодёжным проблемам: «Жизнь и преступление Антона Шелестова», «Они и мы». С неизменным аншлагом шёл на сцене театра первый в репертуаре ТЮЗа спектакль по произведению русской классики – «На дне» Максима Горького.
В 1964 году ТЮЗ был вынужден уступить свою сцену коллективу Театра музыкальной комедии и переехать в здание краевого Дворца пионеров. В этом помещении театр работал вплоть до 2011 года, занимая лишь часть здания, не приспособленного под театр. Все эти годы ТЮЗ не оставлял заветной мечты о собственном театральном доме.
В начале сезона 1972-73 годов главным режиссёром краевого ТЮЗа становится Захар Китай. С этого периода в театре утверждается героико-романтическое направление. На эмблеме театра появляются алые паруса. Спектакли семидесятых – это театр романтики, юношеской мечты о подвиге, друг и советчик молодого поколения. Это время молодых героев и театральных кумиров.
С приходом в 1975 году в Алтайский краевой театр юного зрителя режиссёра Виталия Шабалина творческий процесс работы над спектаклями получает новое развитие. Ученик известного режиссера А. И. Эфроса, он смело экспериментирует с театральными формами, придавая спектаклям острое современное звучание. Событиями становятся постановки по русской классике: «Чайка» Антона Чехова и «Свои люди – сочтёмся» Александра Островского. Властно вступает на сцену актуальная современная пьеса.
Восьмидесятые годы обогащают афишу театра интересными постановками молодого главного режиссёра Михаила Бычкова: «Команда», «Дон Кихот», «Песнь о Гайавате». Лучшим спектаклем репертуара на протяжении нескольких лет называли его «Бумажный патефон» по пьесе Александра Червинского.
Счастливой сценической судьбой и благодарным зрительским признанием были отмечены многие спектакли, увидевшие свет рампы на рубеже 1980-1990-х годов.
В 1999 году Молодёжному театру Алтая было передано здание Дома культуры Барнаульского меланжевого комбината.
Первое десятилетие XXI века в театре – время решительных перемен, требующих обновления репертуара, новых творческих идей, активного профессионального роста. Театр, имея яркую палитру детских спектаклей, направляет свои творческие силы на создание современного художественного репертуара, адресованного молодёжной аудитории. Труппа пополняется талантливыми артистами, a в лидеры творческого процесса выходит молодая режиссура. Выпускники ведущих театральных вузов страны смело экспериментируют на сцене театра, создавая спектакли глубокого содержания и ярких сценических форм, привлекающие внимание молодёжи и интерес театральной критики. «Маленькие трагедии» Александра Пушкина в постановке Сергея Красноперца, «Алиса в стране чудес» Льюиса Кэрролла в постановке Константина Костина, «Мандрагора» Никколо Макиавелли в постановке Сергея Бобровского, Black dead cat по Марку Твену в постановке Антона Безъязыкова, «Любовь к трём апельсинам» Карло Гоцци, театральный экзерсис «Куклы», «Федра и Ипполит» Жана Расина в постановке Андрея Зябликова, – спектакли разной театральной эстетики, но одинакового высокого эмоционального звучания, вдохнули в театр новую жизнь.
Молодёжный театр Алтая – так в 2000 году по праву стал называться Алтайский государственный театр для детей и молодёжи. В 2003 году в жизни Молодёжного театра Алтая произошло ещё одно яркое и судьбоносное событие. Художественным руководителем театра стал народный артист России Валерий Золотухин.
В 2006 году театром совместно с Алтайской государственной академии культуры и искусств был набран целевой актёрский курс Молодёжного театра под кураторством Валерия Сергеевича. Уже с первого курса студенты активно играли в репертуарных спектаклях и в 2010 году всем выпускным курсом были приняты в группу МТА.
За последнее десятилетие театр стал участником и дипломантом многих международных и российских фестивалей: «Театр без границ» (Магнитогорск), «Реальный театр» (Екатеринбург), «Сибирский транзит» (Иркутск, Омск, Томск, Улан-Удэ, Барнаул), «Радуга» (Санкт-Петербург), «Новые пьесы из Европы» – Neue Stücke aus Europa (Германия, Висбаден), «Ново-Сибирский транзит» (Новосибирск), «Володинский фестиваль» (Санкт-Петербург), «Реальный театр» (Екатеринбург) и других.
А 21 июня 2011 года свершилось то, чего так долго ждал Молодёжный театр Алтая – было торжественно открыто собственное здание театра, реконструированное и реставрированное помещение бывшего ДК Меланжевого комбината на площади Октября. Масштабный проект по возведению уникального театрального комплекса вошёл в губернаторскую программу «75х75». 21 июня на сцене прошло празднование юбилея художественного руководителя театра Валерия Золотухина. А первым спектаклем на новой сцене театра стал «Бумбараш» Владимира Дашкевича и Юлия Кима в постановке заслуженного деятеля искусств России Вячеслава Кокорина.
В 2012 году на одной площадке с Молодёжным театром был сдан в эксплуатацию ещё один уникальный, не имеющий аналогов в России объект, – общежитие для творческих работников. В нём оборудованы более 20 студий для жизни и творчества актёров.
А 30 марта 2013 года Валерия Сергеевича не стало… 30 мая 2013 года решением сессии Алтайского краевого Законодательного Собрания Молодёжному театру Алтая было присвоено имя народного артиста России Валерия Золотухина.
В 2014 году на пост директора театра вступила Ирина Лысковец. Произошло обновление труппы, пришли новые специалисты театра – режиссёры, художник, балетмейстер и другие. В театре начался новый этап творческой жизни.
В театре действуют Большая, Камерная и Малая сцены. Вместимость Большого зрительного зала театра – 465 места. Камерная сцена рассчитана на 156 зрительских мест, Малая вмещает 100 зрителей. В 2014 году открылась экспериментальная площадка театра – Пятый угол – на 50 мест. Общий состав труппы театра – 38 артистов.

## Здание
Молодёжный театр Алтая размещается в здании Дома культуры Барнаульского меланжевого комбината, памятника архитектуры регионального значения середины XX века. Строение считается важным элементом окружающего архитектурного ансамбля, решённым в русле парадной монументальной архитектуры общественных сооружений эпохи сталинского классицизма и стиля ар-деко.
Здание построили в 1937 году. Оно было подведомственным учреждением Барнаульского меланжевого комбината. Помимо зрительного зала в строении было семь помещений для занятий творческих коллективов. В 1999 году здание Дома культуры передали Молодёжному театру Алтая. В 2009 году начались работы по восстановлению дворца культуры, они длились два года.
После реконструкции объём здания увеличился вдвое, сцена стала шире, появилась сценическая коробка. Обустроили гримёрные для актёров, цеха для изготовления и хранения декораций, малый зал, буфет, помещения для театрального музея и театральной гостиной. Верхний балкон в зале сохранился со времен ДК БМК, при этом боковые ложи пристроили во время реконструкции. У новой сцены есть поворотный круг, она оборудована современной светотехникой и необходимыми театральными конструкциями. Зал рассчитан на 465 мест. При этом предусмотрены специальные места для людей с ограниченными возможностями здоровья.

## Труппа
| - Дарья Алаева, лауреат Губернаторской премии имени Валерия Золотухина в области театрального искусства (2022) - Дмитрий Борисов, лауреат Губернаторской премии имени Валерия Золотухина в области театрального искусства (2024) - Евгений Быков, лауреат Губернаторской премии имени Валерия Золотухина в области театрального искусства (2017) - Ярослава Волошина - Анастасия Воскобойник - Ольга Жучкова, лауреат Губернаторской премии имени Валерия Золотухина в области театрального искусства (2023) - Диана Зяблицкая - Анастасия Калинина - Ирина Клишевич - Анфиса Козырева - Александр Коцубенко, лауреат Губернаторской премии имени Валерия Золотухина в области театрального искусства (2021) - Анатолий Кошкарёв, победитель Губернаторского конкурса профессионального мастерства «Лучший работник культуры года» (2019) - Владимир Кулигин - Валерий Лагутин, заслуженный артист России (2014) - Светлана Лепихина, лауреат Губернаторской премии имени Валерия Золотухина в области театрального искусства (2016) - Елена Логачёва | - Анастасия Лоскутова - Юлия Нагибина - Антон Нечаев, лауреат Губернаторской премии имени Валерия Золотухина в области театрального искусства (2020) - Сергей Нечаев - Анатолий Новокрещенных - Эльдар Носачёв - Наталья Очаковская - Александр Пальшин, лауреат Губернаторской премии имени Валерия Золотухина в области театрального искусства (2015) - Алексей Пахоруков - Андрей Потереба, лауреат Губернаторской премии имени Валерия Золотухина в области театрального искусства (2019) - Виталий Прозоров - Виктор Синицин - Татьяна Синицина - Наталья Сляднева, лауреат Губернаторской премии имени Валерия Золотухина в области театрального искусства (2020) - Нина Таякина, заслуженная артистка России (1998) - Любовь Хотиёва, лауреат премии Алтайского края в области литературы, искусства, архитектуры и народного творчества (2020) - Дарья Чиж - Роман Чистяков - Александр Чумаков - Галина Чумакова, заслуженная артистка России (2020), лауреат Губернаторского конкурса профессионального мастерства «Лучший работник культуры года» (2011) - Александр Шкуратов - Юлия Юрьева |

## Репертуар
| - «Бременские музыканты» Геннадия Гладкова, Василия Ливанова и Юрия Энтина - «Вождь краснокожих» О. Генри - «Золушка» по мотивам сказки Шарля Перро - «Каштанка» Антона Чехова - «Летучий корабль» по мотивам русских народных сказок - «Огниво» Ганса Христиана Андерсена - «Сказка о спящей Царевне» Александра Пушкина - «Сказка о царе Салтане» Александра Пушкина - «Удивительное путешествие кролика Эдварда» Кейт Дикамилло - «Цветик-семицветик» Валентина Катаева - «Василисса» Марии Малухиной - «Ноябрьский зов» Марии Малухиной - «Фабрика по изготовлению вундеркиндов» Анны Морозовой - «Чучело» по мотивам повести Владимира Железникова - Wonder boy, сценическая композиция Максима Соколова | - «Безумный день, или Женитьба Фигаро» Пьера-Огюстена Карона де Бомарше - «Вишнёвый сад» Антона Чехова - «Гамлет» Уильяма Шекспира - «Гроза» Александра Островского - «Дядюшкин сон» Фёдора Достоевского - «Коварство и любовь» Фридриха Шиллера - «Марьино поле» Олега Богаева - «Маскарад» Михаила Лермонтова - «Мёртвые души» Николая Гоголя - «Мой папа – Питер Пэн» Керен Климовски - «Моя жена – робот» Игоря Муренко - «Письма любви» Альберта Гурнея - «Пой, Вовка...» по рассказам, дневникам и письмам Валерия Золотухина - «Прощание в июне» Александра Вампилова - «Рио-Рита» по письмам солдат - «Тётки» Александра Коровкина - «Фауст» Александра Шевцова |

## Фестиваль
Всероссийский молодёжный театральный фестиваль имени Валерия Золотухина учреждён указом губернатора Алтайского края от 10 октября 2013 года №48. Организаторами выступают Министерство культуры Алтайского края, Алтайский государственный театр для детей и молодёжи им. В.С. Золотухина, Алтайское краевое отделение общероссийской общественной организации «Союз театральных деятелей Российской Федерации». Фестиваль проходит один раз в два года при поддержке Министерства культуры России и Союза театральных деятелей Российской Федерации.
Первый фестиваль состоялся с 12 по 19 октября 2014 года в Молодёжном театре Алтая им. В.С. Золотухина в формате форума профессиональных драматических театров России, спектакли которых адресованы преимущественно молодёжной аудитории. В афишу вошли 12 спектаклей театров из Москвы, Новосибирска, Челябинска, Иркутска, Уфы, со своими спектаклями выступили пять театральных коллективов Алтайского края. Программа Первого фестиваля не ограничилась показом спектаклей. Огромный интерес представили образовательные, просветительские, дискуссионные проекты (творческие лаборатории, круглые столы, встречи ведущих профессионалов театра с творческой интеллигенцией, студентами, представителями высших учебных заведений региона, средств массовой информации). Фестиваль, задуманный как профессиональный театральный форум и праздничная акция для любителей театрального искусства, состоялся.
Отличительной чертой Второго фестиваля стала конкурсная основа его проведения. На этот раз спектакли участников, прошедших экспертный отбор, оценивало компетентное жюри. С 23 по 27 сентября 2016 года зрителям представили 11 конкурсных спектаклей, ещё два театра выступали в качестве гостей масштабного культурного форума. В Барнауле собрались театральные коллективы из Новосибирска, Москвы, Республики Татарстан, Магнитогорска, Тюмени, Кемерова, Владивостока и Архангельска. Свои спектакли представили три театра Алтайского края.
В программу Третьего фестиваля вошли показы 14 спектаклей, два театра по традиции выступили в статусе гостя. С 25 по 30 сентября 2018 года у жителей города была возможность увидеть спектакли театров из Новосибирска, Республики Карелия, Альметьевска, Кемерова, Казани, Нягани, Республики Саха, Глазова, Прокопьевска и Москвы. В 2018 году в программе были также и образовательные проекты для участников фестиваля. Состоялись мастер-классы по сценической речи и движению для артистов, театральной педагогике для завлитов и менеджменту для директоров театров.
Четвёртый Всероссийский молодёжный театральный фестиваль имени Валерия Золотухина должен был состояться в Барнауле с 18 по 24 сентября 2020 года. В связи со сложившимися обстоятельствами в мире оргкомитет принял решение перенести культурный форум – фестиваль провели с 18 по 24 сентября 2021 года. В конкурсной программе свои спектакли представили 11 театров из Барнаула, Уфы, Кемерова, Екатеринбурга, Альметьевска, Вологды, Новосибирска, Глазова, Нягани и Челябинска. Московский театр на Таганке выступил в качестве гостя. В образовательную часть фестиваля вошли семинары об организации театрального дела, новых проектах Союза театральных деятелей России и о том, как писать о современном театре.
Пятый Всероссийский молодёжный театральный фестиваль имени В.С. Золотухина прошёл с 18 по 24 сентября 2023 года. В его афишу вошли спектакли 12 творческих коллектива из Барнаула, Буинска, Кемерова, Кирова, Лысьвы, Новосибирска, Нижнего Тагила, Нягани, Прокопьевска и Челябинска. Российский академический Молодёжный театр стал гостем фестиваля. Программу дополнил образовательный блок: мастер-классы по театральной педагогике, лекция об актуальной драматургии для детей и подростков, семинар для руководителей коллективов по работе театров в новых условиях.
Шестой Всероссийский молодёжный театральный фестиваль имени В.С. Золотухина состоится в Барнауле в сентябре 2025 года.

## Проекты

### Экскурсии по театру
В Молодёжном театре Алтая проходят экскурсии. Гостей водят по фойе, рассказывают интересные факты из истории, в театральном музее показывают редкие экспонаты. Не всякий зритель бывал за кулисами, видел актёрские гримёрки и театральные цеха – бутафорский, декорационный, пошивочный и другие. У участников экскурсии есть возможность подняться на сцену, увидеть, как выглядит оттуда зрительный зал, почувствовать себя артистом.

### Творческие встречи
У школьников есть уникальная возможность побывать на творческой встрече с людьми Молодёжного театра Алтая. К примеру, опытнейший артист и режиссёр Виктор Захаров рассказывает о спектаклях, над которыми работал в разные годы, интересных случаях из истории театра и своей профессиональной деятельности.
МТА славится тем, что в его труппе наряду с опытными мастерами сцены служат и совсем молодые артисты, вчерашние выпускники театральных вузов. Театр готов организовать встречу и с ними.

### Обсуждение спектаклей
Молодёжный театр Алтая неоднократно реализовывал проект «Театральная педагогика», направленный на воспитание творчески ориентированных детей, практикующих походы в театр со своим учителем. Он даёт возможность педагогам в непривычной и интересной форме организовать классу просмотр спектакля. МТА – первый и единственный театр в Барнауле, в котором реализуют подобное.
Театр предлагает устроить разбор спектакля вместе со зрителями сразу после просмотра. На этой дискуссионной площадке у каждого будет возможность высказать своё мнение об увиденном. Под руководством театрального педагога школьники учатся свободно делиться с окружающими своими впечатлениями, эмоциями, творчески мыслить, анализировать увиденное на сцене.

### «Разборки с автором»
Один из просветительских проектов МТА – «Разборки с автором»: читка произведений русских классиков с последующим совместным со зрителями анализом этих произведений. Причём это не простое чтение текста по ролям, а результат подробного анализа произведения, своеобразное зрелище, после которого зрителям предоставляется возможность порассуждать о том, что они увидели и услышали, более подробно проникнуть в смысл произведения автора, высказать своё мнение о персонажах.
«Разборки с автором» проходят на малой сцене МТА, но этот проект мобильный, организовать читку можно даже в актовом зале школы. Сейчас театр готов провести занятия «Читаем Чехова» (рассказы «Бумажник», «Загадочная натура», «Стража под стражей», «Толстый и тонкий»), «Читаем Гоголя» (повесть «Старосветские помещики»), «Читаем Лермонтова» (поэма «Мцыри») и «Читаем Твардовского» (военная поэзия). Со временем репертуар будет пополняться новыми авторами.

### «ТЕАТРальный КЛАССный час»
В Молодёжном театре Алтая появился новый образовательный проект – сотрудники готовы провести познавательные лекции о театральном искусстве не только в стенах МТА, но и в школах. «ТЕАТРальный КЛАССный час» расширит представление детей о театре, даст им дополнительные знания и навыки, научит правильно воспринимать спектакли, в живой форме познакомит с жизнью МТА.
Театр проводит уроки по темам: «Правила поведения в театре», «Жанры театрального искусства», «История Молодёжного театра Алтая», «Репертуар МТА», «Секреты театральных профессий» (бутафор, реквизитор, костюмер, постижёр, гримёр).

### «ЗабаваPlay»
Новый проект театра посвящён самым маленьким зрителям и включает в себя интерактивные спектакли для детей от двух до семи лет. На специально оборудованной экспериментальной площадке малыши смогут приобщиться к искусству театра. Причём на показы приглашают детей с ограниченными возможностями по состоянию здоровья. Спектакли создают с учётом таких особенностей. На этих представлениях ребёнок может и повнимательнее вслушаться, и поподробнее рассмотреть, и потрогать руками… Такие совместные просмотры благотворно влияют на ребятишек: здоровые дети учатся быть добрыми, отзывчивыми к чужим проблемам, готовыми прийти на помощь, а особенные дети успешнее социализируются, учатся общению со сверстниками, которого им так часто не хватает.

## Школа-студия МТА
Детская Школа-студия МТА в Молодёжном театре Алтая появилась в 2016 году. Идейным вдохновителем её создания стала директор театра Ирина Лысковец.
Ученики разделены на группы по возрасту. Они занимаются хореографией, вокалом, актёрским мастерством и сценической речью. Эти предметы дают им возможность развить в себе разносторонние способности и реализовать их в спектаклях. Одна из задач педагогов Школы-студии МТА – увести детей от поверхностного представления о театре, привить своим ученикам тонкий вкус к хорошей актёрской игре.
В студии идёт работа над собственным репертуаром. Состоялись показы сказки Джанни Родари «Приключения Чиполлино», драмы «Собаки тоже плачут» по повести Константина Сергиенко «До свидания, овраг!», караоке-сказки Владимира Филимонова «Шёл трамвай…», скоморошины «Емеля» по мотивам русских народных сказок, сказки «Всем на свете нужен дом». Особое место в репертуаре школы-студии заняла литературно-музыкальная композиция «О героях былых времён». В неё вошли песни военного времени, стихи поэтов-фронтовиков и фрагменты из повести Бориса Васильева «А зори здесь тихие». В 2021 году ученики Школы-студии представили родителям спектакль «Оскар и Розовая Дама» по роману Эрика-Эмманюэля Шмитта, в 2022 году – «Две стрелы» по произведению Александра Володина, в конце творческого сезона 2022-2023 годов подростки выпустили спектакль «Дом на границе» по пьесе Славомира Мрожека.

## Награды и премии
- III Международный фестиваль «Царь-сказка», спектакль «Любовь к трём апельсинам» Карло Гоцци, режиссёр - Андрей Зябликов, участник (Великий Новгород, 2001);
- II региональный фестиваль «Сибирский транзит», спектакль «Федра и Ипполит» Жана Расина, режиссёр – Андрей Зябликов, специальная премия Ларисе Корневой, исполнительнице роли Федры (Иркутск, 2001);
- IX Всероссийский фестиваль моноспектаклей «В начале было слово», спектакль «Вся жизнь» Бориса Пильняка, режиссёр – Марина Шелевер, Премия Дома Дягилева актрисе Любови Хотиёвой (Пермь, 2002);
- III региональный фестиваль «Сибирский транзит», спектакль «Журавлиные перья» Дзюндзи Киноситы, режиссёр – Алексей Ооржак, участник (Омск, 2003);
- VII Всероссийский фестиваль «Реальный театр», спектакль «На дне» Максима Горького, режиссёр – Алексей Песегов, участник (Екатеринбург, 2003);
- VI Всероссийский фестиваль «Театр без границ», «На дне» Максима Горького, режиссёр – Алексей Песегов, участник (Магнитогорск, 2003);
- IV региональный фестиваль «Сибирский транзит», спектакль Black dead cat по произведению Марка Твена, режиссёр – Антон Безъязыков (Томск, 2004);
- I Региональный фестиваль «Своя игра», спектакль «Дама с комедиями» Надежды Тэффи, режиссёр – Марина Шелевер, диплом «За лучший актерский ансамбль» (Новосибирск, 2005);
- VI межрегиональный фестиваль «Сибирский транзит», спектакль «Всё о любви» по пьесе Александра Островского «Снегурочка», режиссёр – Олег Пермяков, участник (Улан-Удэ, 2006);
- II Региональный фестиваль «Своя игра», спектакль «Старосветские помещики» Николая Гоголя, режиссёр – Марина Шелевер, диплом «Вдохновение» (Новосибирск, 2006);
- Всероссийский фестиваль детских театров «Жар-птица», спектакль «Ревизор» Николая Гоголя, режиссёр – Андрей Черпин (Омск, 2007);
- II международный фестиваль театров фольклора «Русский остров», спектакль «Всё о любви» по пьесе Александра Островского «Снегурочка», режиссёр – Олег Пермяков, Гран-при «За лучший спектакль» и диплом «За лучшую женскую роль» Юлии Юрьевой (Москва, 2007);
- IX Международный театральный фестиваль «Радуга», спектакль «Прекрасное далёко» по пьесе Данилы Привалова, режиссёр – Дмитрий Егоров, дипломы главного жюри «За удачный дебют» студентам «золотухинского курса» Алексею Межову и Владимиру Хворонову, «Приз зрительских симпатий» независимого зрительского жюри (Санкт-Петербург, 2008);
- Театральная биеннале «Новые пьесы из Европы», спектакль «Прекрасное далёко» по пьесе Данилы Привалова, режиссёр – Дмитрий Егоров, участник (Висбаден, Германия, 2008);
- IX межрегиональный театральный фестиваль «Сибирский транзит», спектакль «Прекрасное далёко» по пьесе Данилы Привалова, режиссёр – Дмитрий Егоров, участник (Барнаул, 2008);
- XI Международный театральный фестиваль «Радуга», спектакль «Прощание славянки» по роману Виктора Астафьева «Прокляты и убиты», режиссёр – Дмитрий Егоров, участник (Санкт-Петербург, 2010);
- Межрегиональный фестиваль-конкурс «Ново-Сибирский транзит», спектакль «Прощание славянки» по роману Виктора Астафьева «Прокляты и убиты», режиссёр – Дмитрий Егоров, приз жюри «Надежда сцены» (Новосибирск, 2010);
- IX Всероссийский фестиваль-лаборатория театров для детей «Золотая репка», спектакль «У ковчега в восемь» Ульриха Хуба, участник (Самара, 2010);
- Национальная театральная премия и фестиваль «Золотая маска», внеконкурсные программы «Маска Плюс» и Russian Case, спектакль «Прощание славянки» по роману Виктора Астафьева «Прокляты и убиты», режиссёр – Дмитрий Егоров, участник (Москва, 2011);
- I Всероссийский молодёжный театральный фестиваль им. В.С. Золотухина, воспоминания о счастье Эдварда Радзинского «Ещё раз про любовь», режиссёр – Виктория Олифирова, участник (Барнаул, 2014);
- II Всероссийский молодёжный театральный фестиваль им. В.С. Золотухина, комедия Антона Чехова «Вишнёвый сад», режиссёр – заслуженный деятель искусств России Сергей Афанасьев, лауреат в номинациях «Лучший актёрский дуэт второго плана», «Главная женская роль», «Главная мужская роль» и «Лучший режиссёр» (Барнаул, 2016);
- III Всероссийский молодёжный театральный фестиваль им. В.С. Золотухина, интенсив по поиску себя в этом мире «Карьера & фортуна» по роману Ивана Гончарова «Обыкновенная история», режиссёр – Марина Шелевер, лауреат в номинациях «Лучшая женская роль второго плана» и «Лучший актёрский дуэт» (Барнаул, 2018);
- I Международный фестиваль спектаклей для всей семьи «Вместе», «Сказка о царе Салтане» Александра Пушкина, режиссёр – Анна Зуева, участник (Ульяновск, 2019);
- XX Международный Волковский фестиваль, пластическая драма «Бойцовский клуб» по роману Чака Паланика, режиссёр – Максим Соколов, участник (Ярославль, 2019);
- Межрегиональный конкурс-фестиваль «Кузбасс-fest: театр здесь!», глитч Wonder boy, сценическая композиция Максима Соколова, режиссёр – Максим Соколов, лауреат в номинации «Лучшая режиссура», специальный приз «За современность и актуальность сценического языка» (Кемерово, 2019);
- I Форум-фестиваль социального и инклюзивного театра «Особый взгляд», глитч Wonder boy, сценическая композиция Максима Соколова, режиссёр – Максим Соколов, участник (Москва, 2019);
- XXVI Российская национальная театральная премия и фестиваль «Золотая Маска», внеконкурсная программа «Детский Weekend», глитч Wonder boy, сценическая композиция Максима Соколова, режиссёр – Максим Соколов, участник (Москва, 2020);
- I онлайн-фестиваль «Летний. Семейный. Театральный», глитч Wonder boy, сценическая композиция Максима Соколова, режиссёр – Максим Соколов, участник (Нижневартовск, 2020);
- XVII Всероссийский фестиваль театрального искусства для детей «Арлекин», глитч Wonder boy, сценическая композиция Максима Соколова, режиссёр – Максим Соколов, лауреат в номинации «Лучшее музыкальное оформление» (Санкт-Петербург, 2020);
- IV Всероссийский фестиваль театрального искусства для детей «Сказочное королевство», романтическая история «Золушка» по мотивам сказки Шарля Перро, режиссёр – Татьяна Безменова, участник (Севастополь, 2020);
- IV Всероссийский молодёжный театральный фестиваль им. В.С. Золотухина, волшебная трагедия Керен Климовски «Мой папа – Питер Пэн», режиссёр – Бениамин Коц, Гран-при (Барнаул, 2021);
- XV Международный театральный фестиваль современной драматургии «Коляда-plays», страшная сказка Марии Малухиной «Василисса», режиссёр – Виктория Печерникова, лауреат в номинации «Лучший актёрский ансамбль» (Екатеринбург, 2022);
- XX фестиваль и конкурс на соискание Российской Национальной премии в области театрального искусства для детей «Арлекин», страшная сказка Марии Малухиной «Василисса», режиссёр – Виктория Печерникова, участник (Санкт-Петербург, 2023);
- V Летний фестиваль губернских театров «Фабрика Станиславского», странствие Олега Богаева «Марьино поле», режиссёр – Ирина Астафьева, участник (Москва, 2023);
- Пятый Всероссийский молодёжный театральный фестиваль им. В.С. Золотухина, история грандиозной аферы «Мёртвые души» Николая Гоголя, режиссёр – Алексей Серов, лауреат в номинации «Лучшая мужская роль второго плана» (Барнаул, 2023);
- Всероссийский фестиваль-конкурс «Кузбасс-fest: театр здесь!», страшная сказка Марии Малухиной «Василисса», режиссёр – Виктория Печерникова, лауреат в номинации «За работу хореографа» (Кемерово, 2023);
- XV Всероссийский фестиваль молодой режиссуры «Ремесло», экстремальное ориентирование на местности внутренних миров землян разных возрастов «Ноябрьский зов» Марии Малухиной, режиссёр – Пётр Норец, участник (Казань, 2023);
- XVII Международный театральный фестиваль «Коляда-Plays», драма «Чучело» по мотивам повести Владимира Железникова, режиссёр – Игорь Лебедев, участник (Екатеринбург, 2024);
- XVII Международный театральный фестиваль «Коляда-Plays», странствие Олега Богаева «Марьино поле», режиссёр – Ирина Астафьева, участник (Екатеринбург, 2024);
- IV Международный онлайн-фестиваль одной пьесы Александра Вампилова «60 июней», комедия Александра Вампилова «Прощание в июне», режиссёр – Алексей Серов, лауреат (2024).

## Фотогалерея

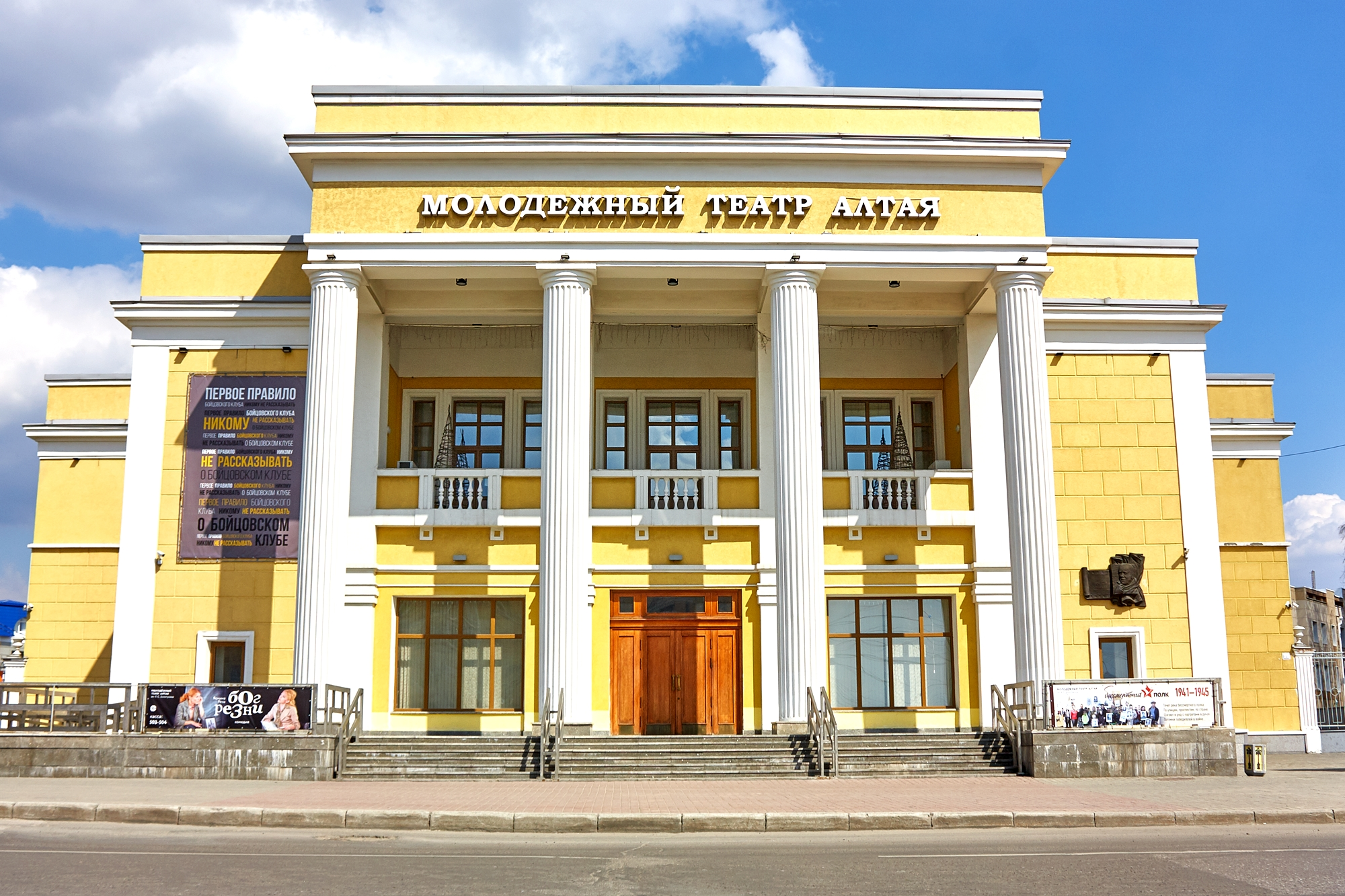
Молодёжный театр Алтая
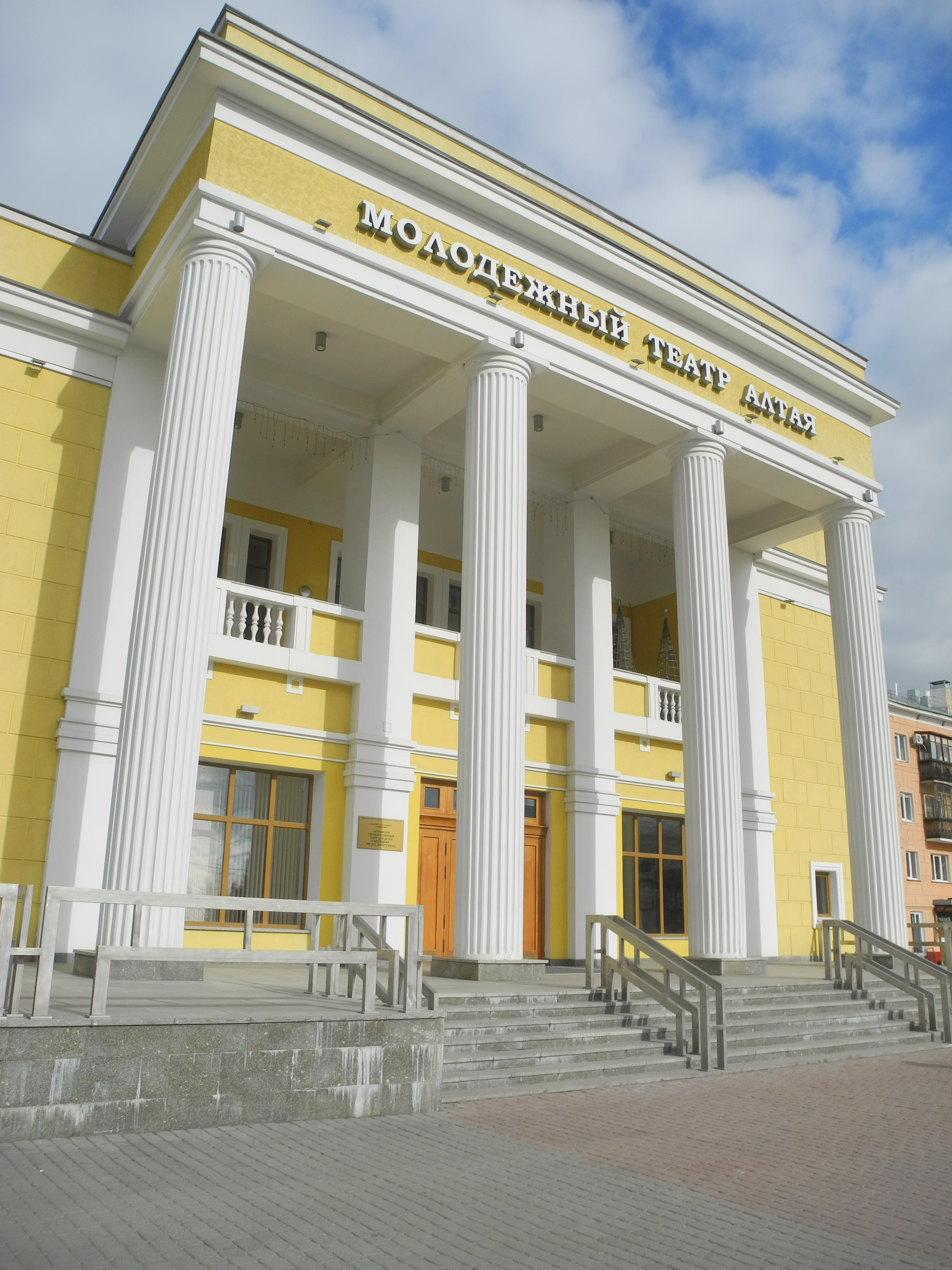
Молодёжный театр Алтая
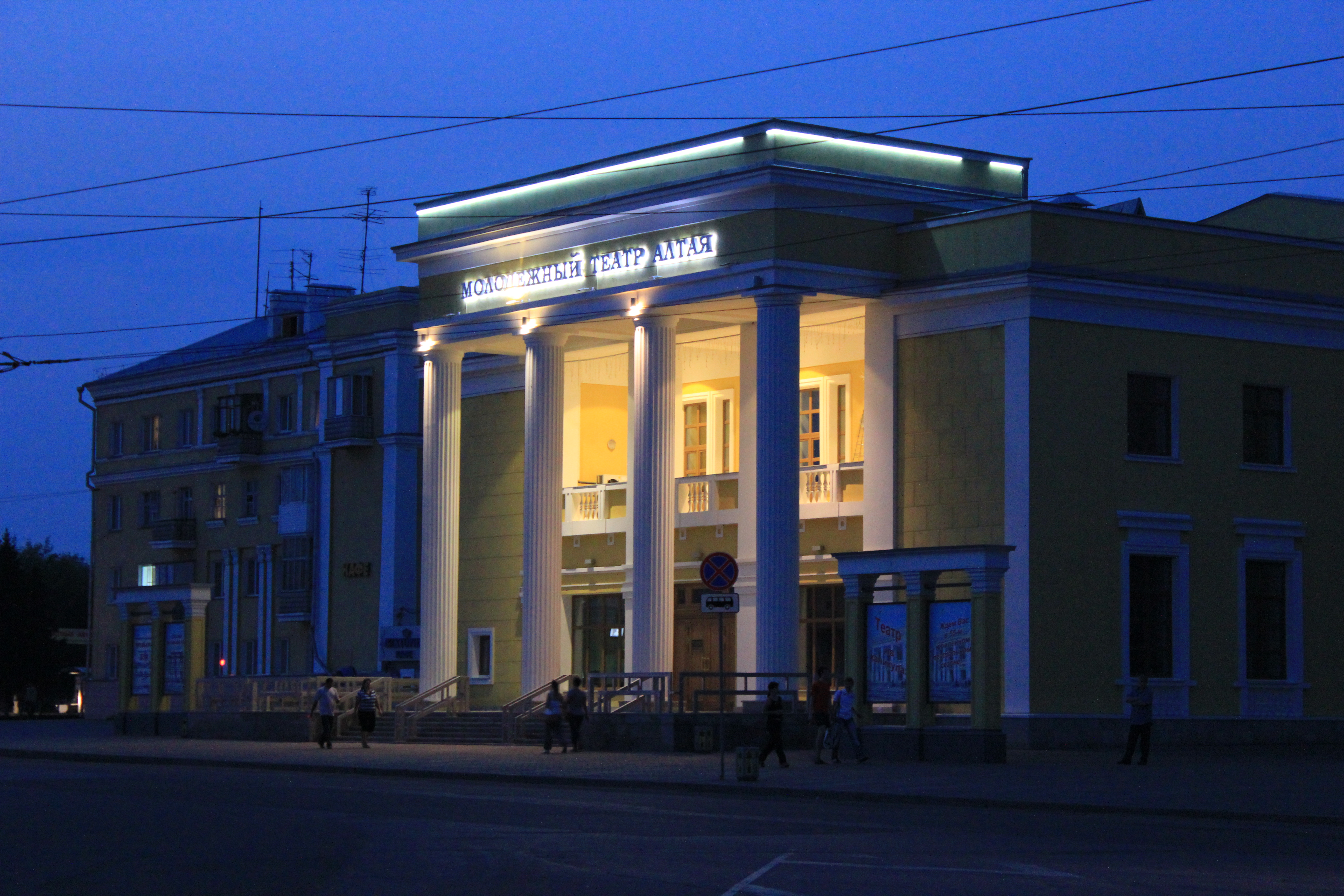
Молодёжный театр Алтая
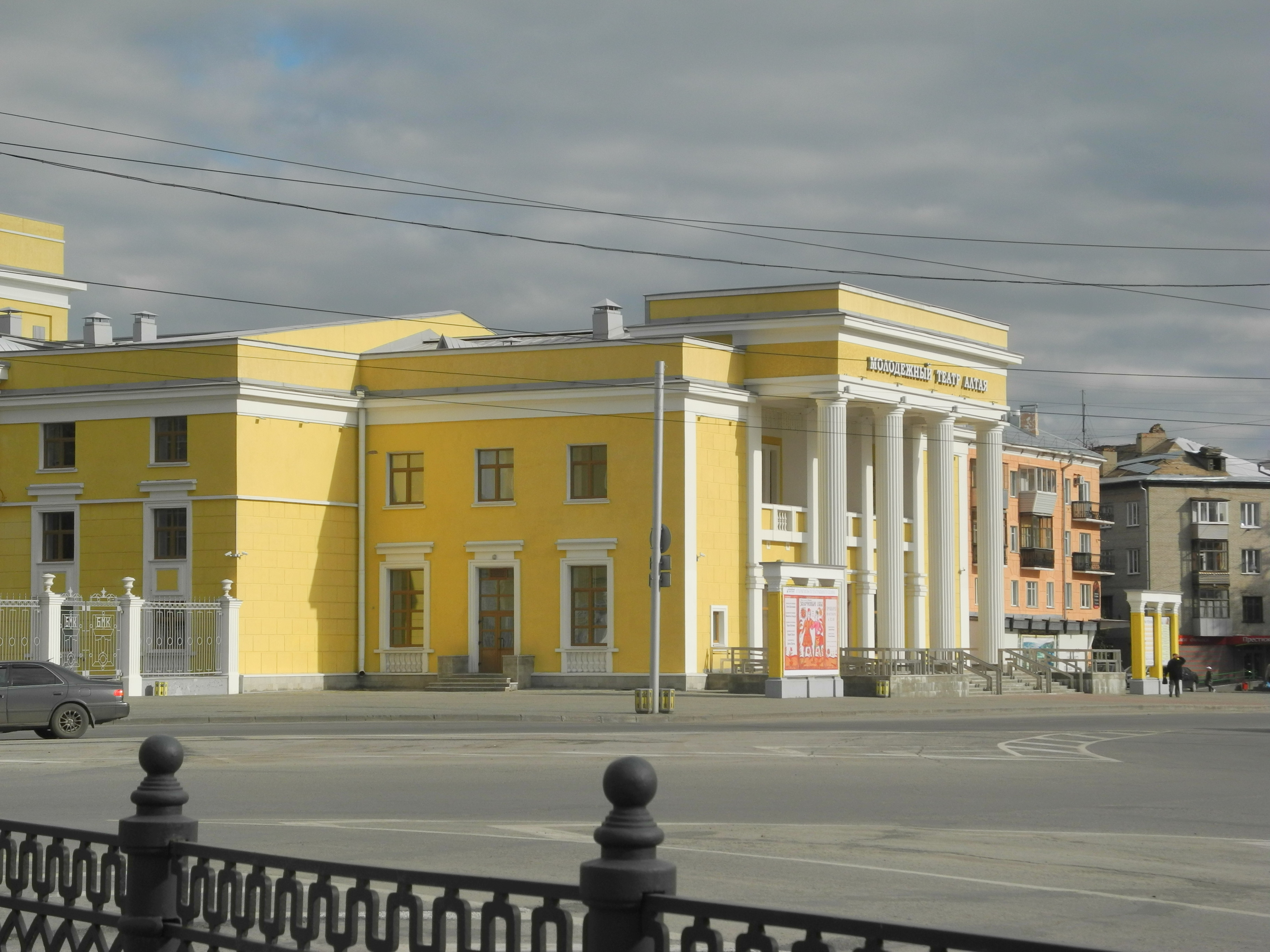
Молодёжный театр Алтая
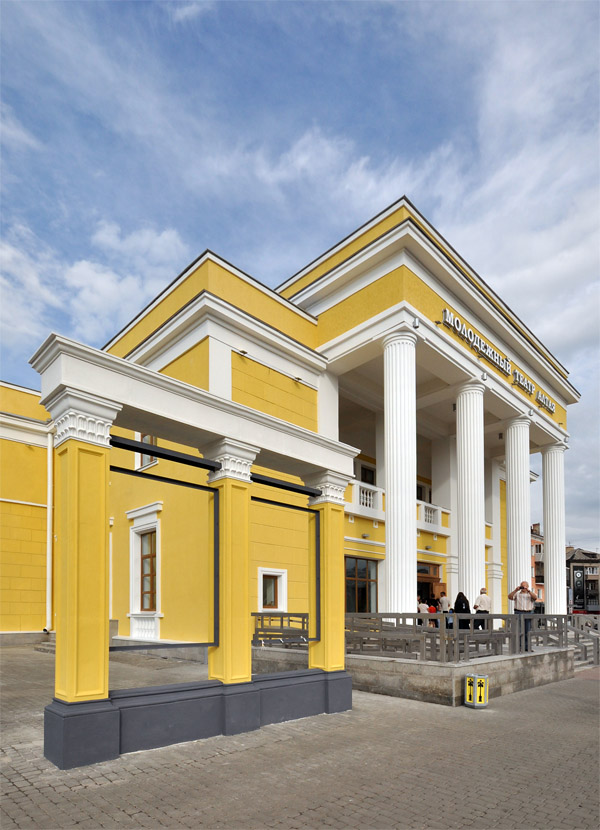
Молодёжный театр Алтая
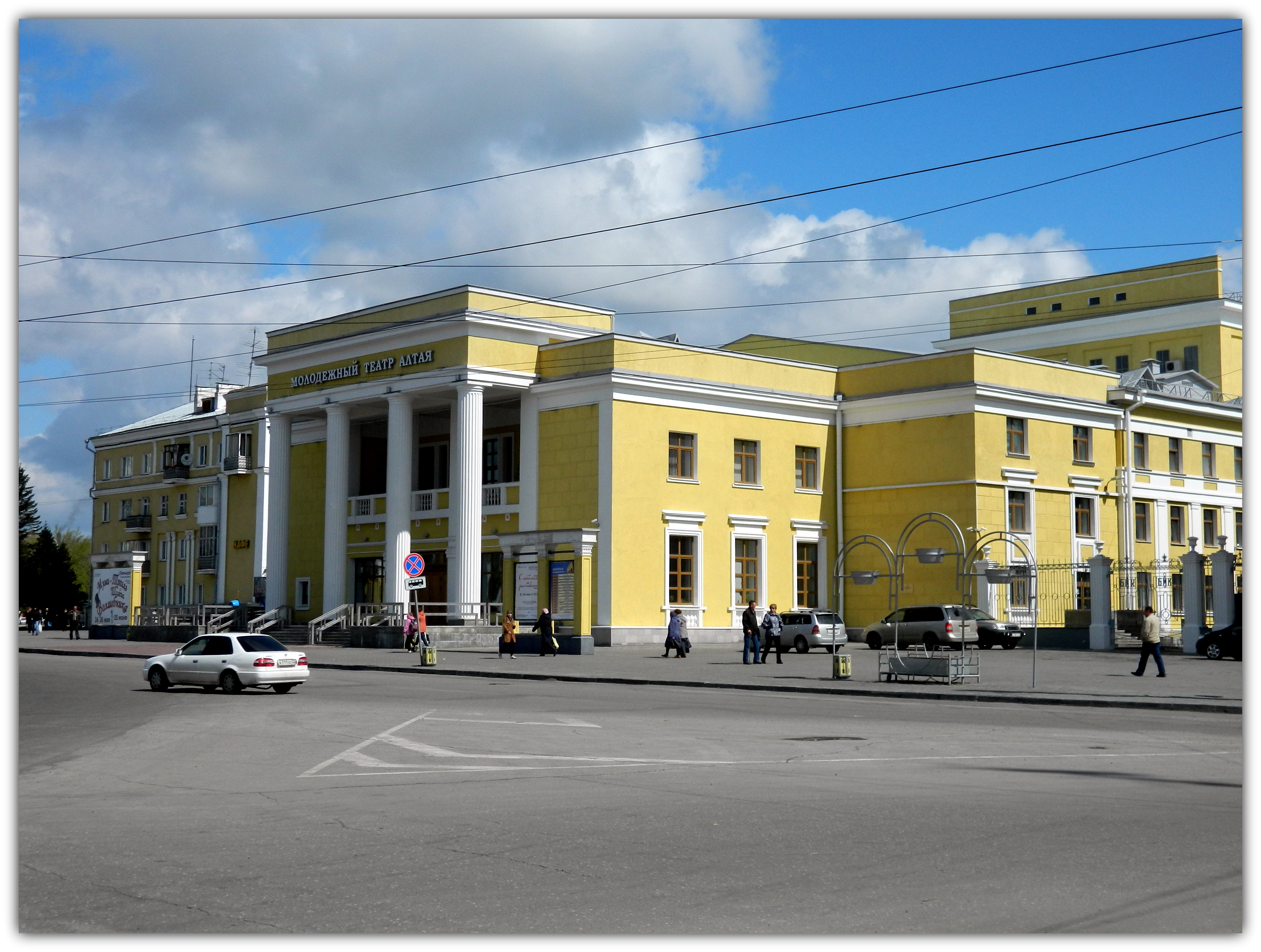
Молодёжный театр Алтая